# Barbara Rae-Venter
Barbara Rae-Venter (Auckland, Nova Zelanda, 17 de juliol de 1948) és una genealogista genètica i advocada de patents jubilada dels Estats Units, coneguda sobretot pel seu treball ajudant la policia i els investigadors a identificar un sospitós en el cas de l'assassí de Golden State.
Es va doctorar a la Universitat de Califòrnia a San Diego i després va completar la seva carrera de dret a la Universitat de Texas a Austin. Després de jubilar-se, va començar a investigar la seva història familiar com a afició per intentar ajudar un parent a trobar la seva família biològica. Durant aquest treball, se li va demanar que ajudés a identificar una dona que havia estat segrestada quan era una nena. Els seus esforços en aquest cas van identificar finalment un sospitós dels assassinats de Bear Brook (Nou Hampshire) que ja havia mort. Posteriorment, Rae-Venter va ser un membre clau de l'equip que va utilitzar la genealogia genètica per identificar un sospitós en el cas de l'assassí de Golden State. El 2019 va ser inclosa a la llista «Time 100» de persones més influents i el 2018 va ser reconeguda a «Nature's 10», una llista de «persones que han tingut importància» en ciències per la revista Nature.

## Primers anys
Barbara Rae es va criar al barri de Remuera d'Auckland, Nova Zelanda. Als 20 anys es va traslladar als Estats Units i té la nacionalitat estatunidenca. Es va graduar en Psicologia i Bioquímica per la Universitat de Califòrnia a San Diego el 1972 i es va doctorar en Biologia a la mateixa institució el 1976. De 1976 a 1979 va ser becària postdoctoral a Roswell Park Memorial Institute a Buffalo (Nova York). De 1979 a 1983 va ser professora adjunta al Centre Mèdic de la Universitat de Texas a Galveston. Es va matricular a la Facultat de Dret de la Universitat de Texas a Austin el maig de 1983 i va rebre el seu Juris Doctor l'agost de 1985. Posteriorment va treballar com a advocada de patents a Califòrnia especialitzada en biotecnologia, i va ser professora adjunta a la Universitat Stanford de 1988 a 1990. Rae-Venter va centrar la seva carrera investigadora en el càncer de mama i gastrointestinal.

## Genealogia genètica
L'interès de Rae-Venter per la genealogia va començar quan va conèixer un cosí que mirava d'identificar el seu pare biològic en un lloc web per compartir arbres familiars. Va trobar un curs en línia que ensenyava a la gent com fer proves genètiques per trobar parents. Després de completar el curs, més tard es va convertir en una de les professores. A més de treballar en el seu propi arbre genealògic, Rae-Venter ha treballat com a Àngel de Recerca voluntari del lloc, especialitzada en ajudar els adoptats a trobar les seves famílies biològiques. Ha estat involucrada en la resolució de diversos casos d'assassinat d'alt perfil, inclosos l'assassinat de Bear Brook a Nou Hampshire i l'assassí de Golden State de Califòrnia. El 2018, després que el seu paper en l'ús de la genètica i la genealogia per resoldre els crims es fes conegut, Rae-Venter va ser nomenada a la llista de Nature de les «10 persones que han importat aquest any». Va ser reconeguda a la llista Time 100 del 2019 de les persones més influents. El protagonisme de la genealogia genètica va augmentar a partir dels esforços de voluntaris aficionats a la història familiar com Rae-Venter, que es van adonar que les tècniques utilitzades per identificar membres de la família podrien ser útils per a les forces de l'ordre, que inicialment van rebutjar la idea.

### Assassinats de Bear Brook
La implicació inicial de Rae-Venter amb l'ús de bases de dades genètiques i arbres genealògics disponibles públicament per contribuir a les investigacions criminals va començar el 2015, quan se li va demanar que ajudés els investigadors a identificar la veritable identitat d'una dona que havia estat segrestada quan era una nena. A més de buscar membres de la família que coincidissin amb el perfil genètic de la dona en llocs web disponibles públicament, Rae-Venter va suggerir que la dona enviés la seva mostra a bases de dades tancades amb l'esperança de trobar més membres de la família. Aquest cas va evolucionar fins a requerir 20.000 hores de treball i un nombre important de voluntaris, però van poder identificar el nom de naixement de la dona i la van posar en contacte amb un dels seus avis. A més d'identificar el nom de família i el nom de naixement de la dona, Rae-Venter i el seu equip van identificar la mare biològica d'un familiar trobat durant la recerca, cosa que va permetre que es retrobessin. La identificació d'aquesta dona va portar a les autoritats a vincular el seu segrestador a una sèrie d'assassins a Nou Hampshire, coneguts com els assassinats de Bear Brook. Rae-Venter va contribuir a la posterior identificació de la veritable identitat del sospitós, Terry Peder Rasmussen, mitjançant l'ADN obtingut de la seva autòpsia després de la seva mort a la presó. Rasmussen havia estat empresonat per un altre assassinat amb el nom de Larry Vanner. El 2019, tres de les víctimes dels assassinats de Bear Brook van ser identificades com a Marlyse Elizabeth Honeychurch, de 24 anys, i les seves filles, Marie Elizabeth Vaughn (6 anys) i Sarah Lynn McWaters (1 any).

### Assassí de Golden State

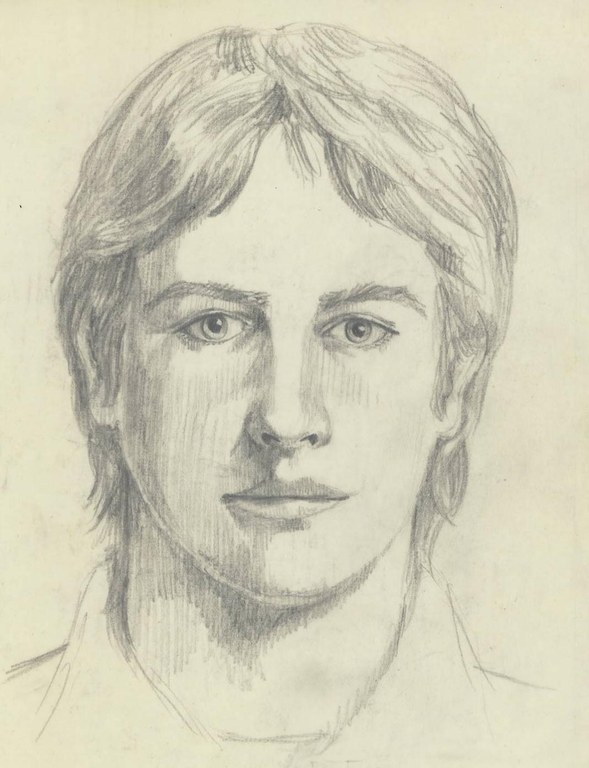
Un dels tres principals retrats robot de l'assassí de Golden State.

Paul Holes, un inspector que feia dècades que treballava en el cas de l'assassí de Golden State, va contactar inicialment a Rae-Venter el març del 2017 perquè l'ajudés a utilitzar genealogia per cercar noves pistes en aquest cas. A l'octubre de 2017, Rae-Venter va contribuir amb l'equip que intentava identificar l'assassí. Rae-Venter va utilitzar GEDmatch i va proporcionar una estructura als esforços de recerca genètica de l'equip. L'equip va aïllar una mostra d'ADN d'una escena del crim de l'assassí de Golden State per crear un perfil d'ADN que es podia penjar a GEDMatch, i després va treballar a partir de perfils identificats per crear arbres genealògics. En identificar els familiars de l'assassí, els investigadors van poder tornar a treballar per trobar un avantpassat comú i continuar identificant tots els membres de les generacions més joves. Un cop identificats tots els membres d'una família, els investigadors van poder començar a eliminar persones que no eren sospitoses. En el cas de l'assassí de Golden State, l'equip va haver de tornar als quadravis abans de continuar. Es va necessitar construir diversos arbres familiars. Aquesta informació es va combinar amb prediccions d'etnicitat i aspecte físic per restringir la llista de sospitosos. Els investigadors van començar a convergir múltiples proves quan es van considerar els perfils genètics, inclosa la possibilitat que el sospitós tingués ascendència italiana. Després d'haver identificat el sospitós, es van recollir noves mostres d'ADN del sospitós de manera subreptítica i es van contrastar amb mostres de l'escena del crim. Les mostres del sospitós van coincidir amb les de l'assassí, confirmant la seva identitat. Joseph DeAngelo va ser arrestat el 24 d'abril de 2018.

### Altres casos
En tractar-se d'una de les primeres cares públiques en aplicar la genealogia genètica en investigacions policials als Estats Units, se li ha demanat a Rae-Venter que consulti casos addicionals i també ha estat una de les veus més buscades quan es plantegen qüestions ètiques sobre l'ús de dades genètiques compartides per part de la policia. A la conclusió del cas de l'assassí de Golden State, Rae-Venter va discutir casos futurs en els quals treballava, fins i tot el cas del noi a la capsa de Filadèlfia (Pennsilvània). El 2019, Rae-Venter va ajudar a identificar les restes d'un nen que havia estat trobat el 1998. A partir del perfil d'ADN del nen, va determinar que era probable que el nen tingués ascendència asiàtica i blanca barrejada. Les cerques de bases de dades en línia van identificar un possible parent, que va poder identificar-lo. La família del noi suposava que havia tornat a Corea del Sud amb la seva mare. Aquest descobriment va derivar també en la identificació de les restes de la seva mare. Un sospitós, que ja estava empresonat per altres càrrecs, va ser identificat.

## Vida personal
A finals dels anys seixanta, mentre es trobava a Sydney (Austràlia), va conèixer John Craig Venter, un soldat estatunidenc en excedència de la guerra del Vietnam. Es van retrobar mentre ella estava en una excursió de tres mesos per Europa, i es van casar a Ginebra (Suïssa) el 1968. Es van separar el 1980, i tenen un fill. Més tard en la seva carrera, Venter es va implicar en el Projecte Genoma Humà, seqüenciant la primera còpia del genoma humà. En el decurs de les seves investigacions sobre el seu propi arbre genealògic, Rae-Venter va identificar un besoncle que treballava com a policia a Londres durant l'època en què Jack l'Esbudellador va estar actiu.

## Publicacions seleccionades
- Rae-Venter, B.; Reid, L. M. «Growth of human breast carcinomas in nude mice and subsequent establishment in tissue culture.». Cancer Research, 40, 1, 1980, pàg. 95-100. PMID: 6243091.
- Rae-Venter, B.; Nemoto, T.; Schneider, S. L.; Dao, T. L. «Prolactin binding by human mammary carcinoma: Relationship to estrogen receptor protein concentration and patient age». Breast Cancer Research and Treatment, 1, 3, 1981, pàg. 233-243. DOI: 10.1007/BF01806263. PMID: 6293628.
- Rae-Venter, B.; Dao, T. L. «Kinetic properties of rat hepatic prolactin receptors». Biochemical and Biophysical Research Communications, 107, 2, 1982, pàg. 624-632. DOI: 10.1016/0006-291X(82)91537-6. PMID: 6289836.
- Rae-Venter, B.; Dao, T. L. «Hydrodynamic properties of rat hepatic prolactin receptors». Archives of Biochemistry and Biophysics, 222, 1, 1983, pàg. 12-21. DOI: 10.1016/0003-9861(83)90497-6. PMID: 6301378.